# Falling in Between Live
Falling in Between Live è il quarto album Live della band statunitense Toto.

## L'album
L'album, pubblicato il 17 agosto 2007, è la registrazione di un concerto tenuto presso il Le Zénith di Parigi il 26 marzo 2007.
È questo il primo disco in cui compaiono il bassista Leland Sklar ed il tastierista Greg Phillinganes, che sostituiscono rispettivamente Mike Porcaro e David Paich.
Questo album è stato pubblicato anche in DVD sempre nel 2007, in cui è presente il filmato integrale del concerto.

## Tracce

### Disco 1
1. Falling in Between (Steve Lukather/David Paich/Simon Phillips/Mike Porcaro/Bobby Kimball/Greg Phillinganes) - 5:22
2. King of the World (Bobby Kimball/Steve Lukather/David Paich/Steve Porcaro/Simon Phillips/Mike Porcaro) - 5:32
3. Pamela (David Paich/Joseph Williams) - 5:42
4. Bottom of Your Soul (David Paich/Steve Lukather/Simon Phillips/Bobby Kimball/Mike Porcaro) - 7:04
5. Caught in the Balance (Steve Lukather/David Paich/Simon Phillips/Mike Porcaro/Stan Lynch/Bobby Kimball) - 6:44
6. Don't Chain My Heart (David Paich/Steve Lukather/Jeff Porcaro/Mike Porcaro) - 5:37
7. Hold the Line (David Paich) - 4:22
8. Stop Loving You (Steve Lukather/David Paich) - 3:22
9. I'll Be Over You (Steve Lukather/Randy Goodrum) - 2:29
10. Cruel (Jerry Leiber/Simon Phillips/Bobby Kimball/Steve Lukather) - 2:44
11. Greg Solo (Greg Phillinganes) - 6:21

### Disco 2
1. Rosanna (David Paich) - 9:19
2. I'll Supply the Love (David Paich) - 1:56
3. Isolation (Steve Lukather/David Paich/Fergie Frederiksen) - 2:50
4. Gift of Faith (Steve Lukather/David Paich/Stan Lynch) - 2:37
5. Kingdom of Desire (Donny Kortchmar) - 2:51
6. Luke Solo (Steve Lukather) - 6:07
7. Hydra (David Paich/Steve Porcaro/Jeff Porcaro/Steve Lukather/Bobby Kimball/David Hungate) - 2:04
8. Simon Solo (Simon Phillips) - 3:42
9. Taint Your World (Steve Lukather/David Paich/Simon Phillips/Bobby Kimball/Mike Porcaro) - 2:07
10. Gypsy Train (David Paich/Steve Lukather/Jeff Porcaro/Mike Porcaro) - 7:10
11. Africa (David Paich/Jeff Porcaro) - 6:15
12. Drag Him to the Roof (Steve Lukather/David Paich/Stan Lynch) - 9:14

## Formazione
- Bobby Kimball: voce
- Steve Lukather: chitarra, voce
- Tony Spinner: chitarra, voce
- Leland Sklar: basso
- Greg Phillinganes: tastiere, voce
- Simon Phillips: batteria, percussioni

## Altri musicisti
- Ian Anderson, flauto in Hooked